# Nikobary (dystrykt)
Nikobary – dystrykt w południowych Andamanach i Nikobarach. Według danych z 2011 roku populacja wynosi 36 842 osób.

## Podział administracyjny
Dystrykt dzieli się na 8 Taluków:
- Kar Nikobar
- Teressa
- Katczal
- Kamorta
- Nancowry
- Mały Nikobar
- Wielki Nikobar Północny
- Wielki Nikobar Południowy